# Ronald Knox
Ronald Arbuthnott Knox, född 17 februari 1888 i Kibworth, Leicestershire, död 24 augusti 1957 i Mells, Somerset, var en engelsk präst, teolog, författare och översättare. Han är känd för att bland annat ha nyöversatt hela Bibeln från latinska Vulgatatexten till engelska år 1955, samt publicerat ett trettiotal böcker om alltifrån Sherlock Holmes till katolsk teologi. 
Knox tillhörde från början Church of England och blev anglikansk präst 1912. Han konverterade dock 1917 till katolicismen och vigdes 1919 till katolsk präst.